# Мицелін (Любуське воєводство)
Мицелін (пол. Mycielin, нім. Metschlau) — село в Польщі, у гміні Неґославиці Жаґанського повіту Любуського воєводства.
Населення — 398 осіб (2011).
У 1975-1998 роках село належало до Зеленогурського воєводства.

## Демографія
Демографічна структура станом на 31 березня 2011 року:
|          | Загалом | Допрацездатний вік | Працездатний вік | Постпрацездатний вік |
| -------- | ------- | ------------------ | ---------------- | -------------------- |
| Чоловіки | 189     | 38                 | 141              | 10                   |
| Жінки    | 209     | 37                 | 121              | 51                   |
| Разом    | 398     | 75                 | 262              | 61                   |